# Sericomyia superbiens
Sericomyia superbiens är en tvåvingeart som först beskrevs av Cornelius Herman Muller 1776.  Sericomyia superbiens ingår i släktet torvblomflugor, och familjen blomflugor.
Artens utbredningsområde är Danmark. Inga underarter finns listade i Catalogue of Life.